# زلینگن‌اشتات
شهر زلینگن‌اشتات (به آلمانی: Seligenstadt) در ایالت هسن در کشور آلمان واقع شده‌است.

## نگارخانه

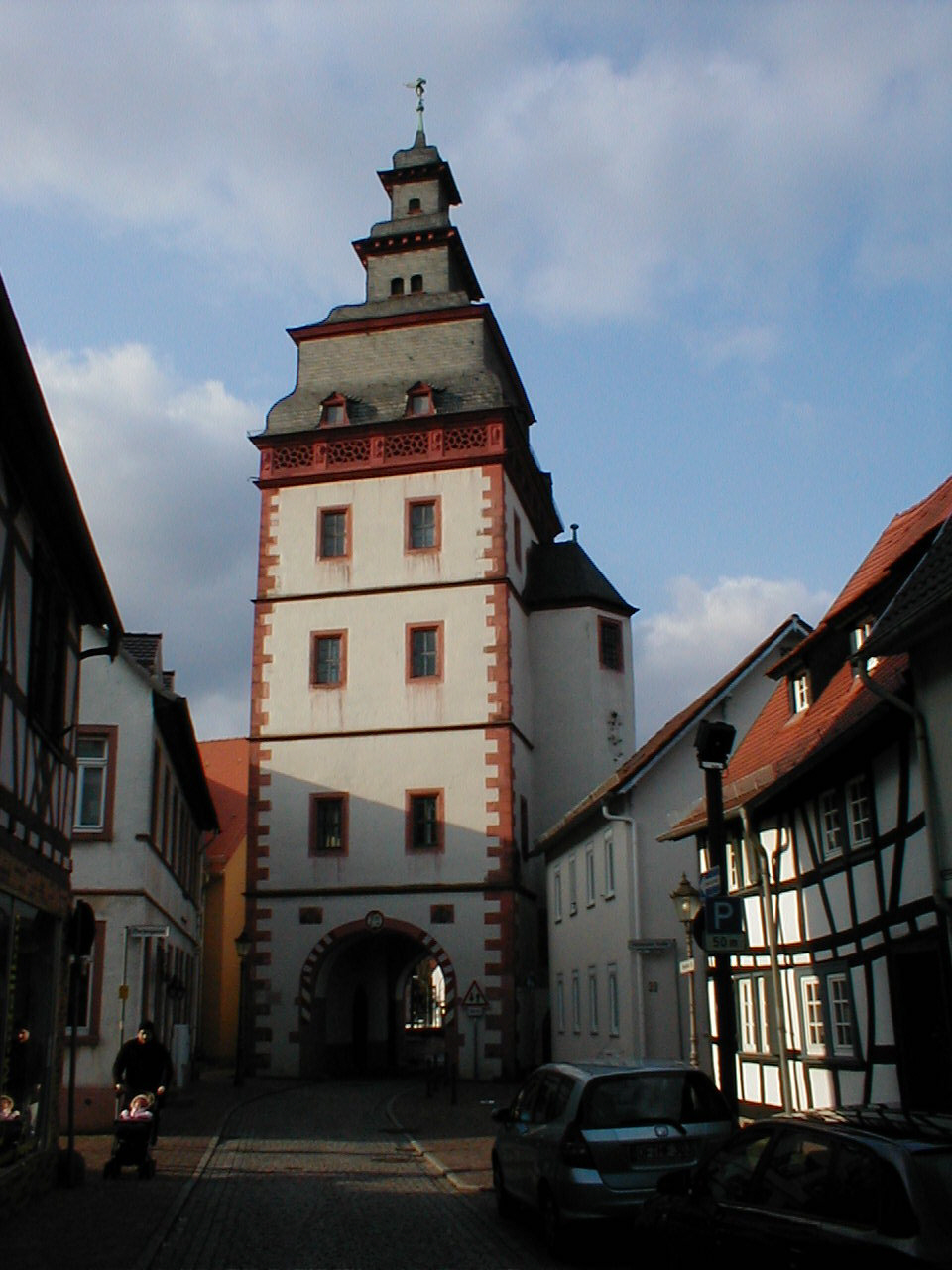
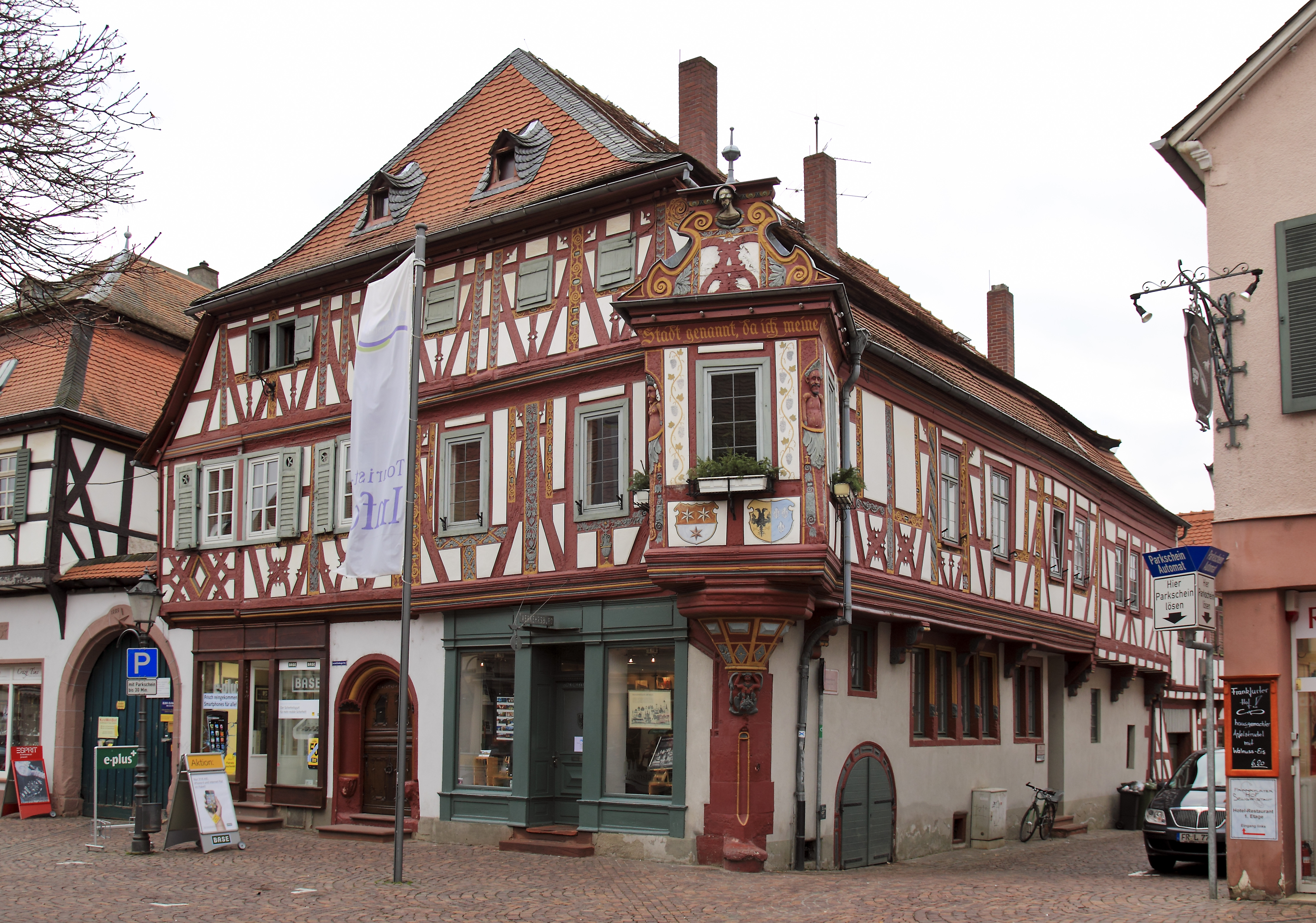
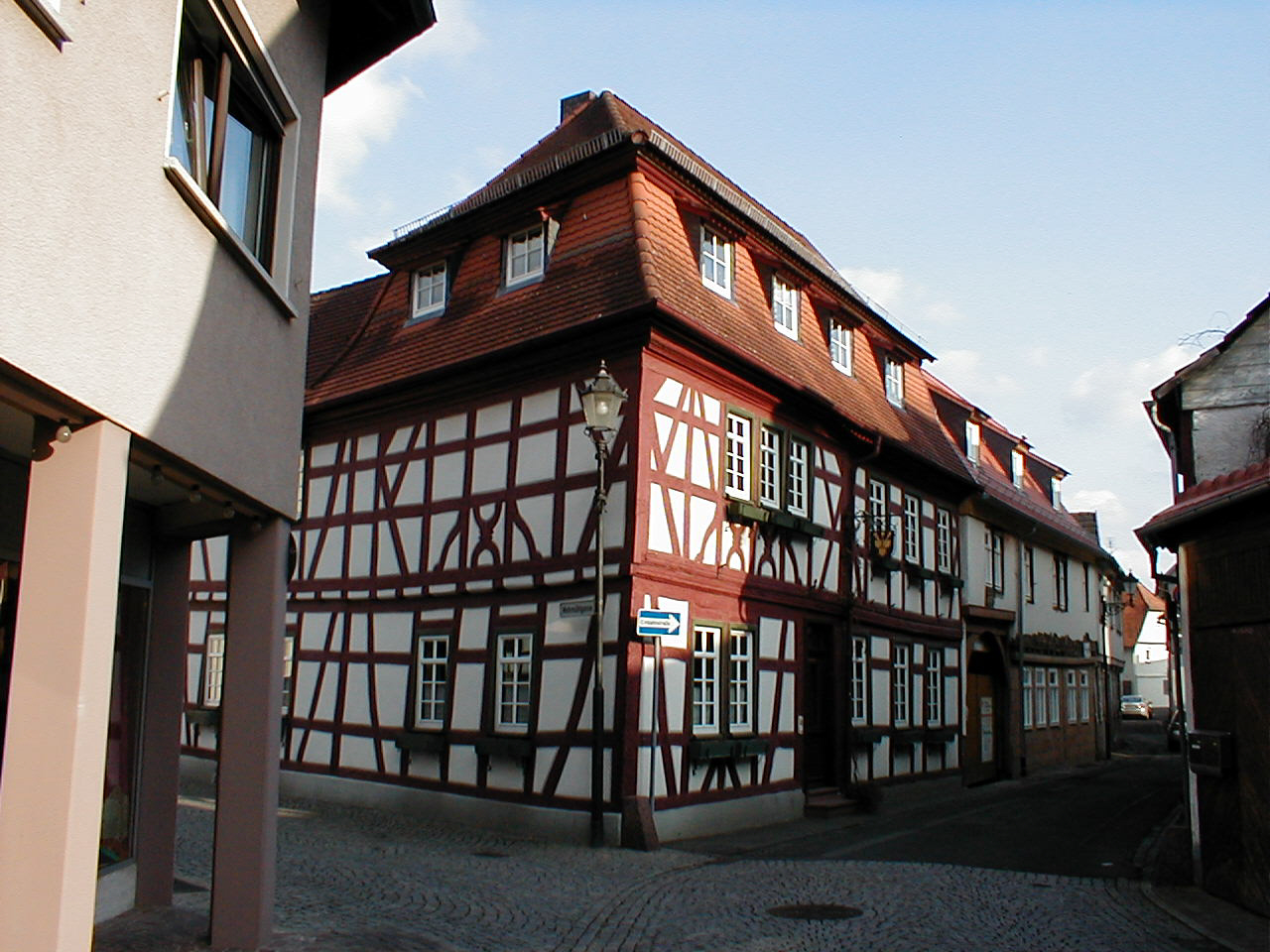
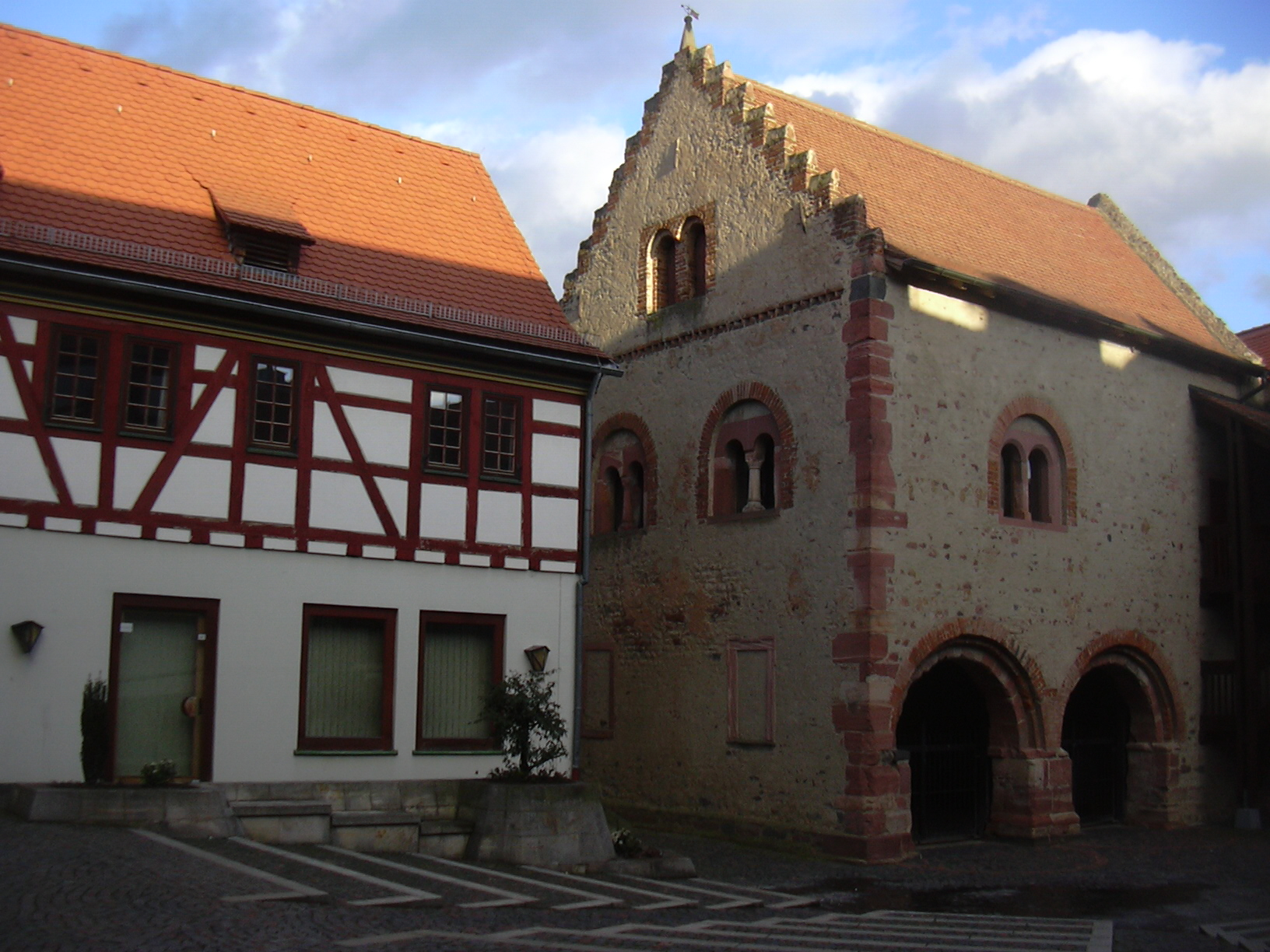
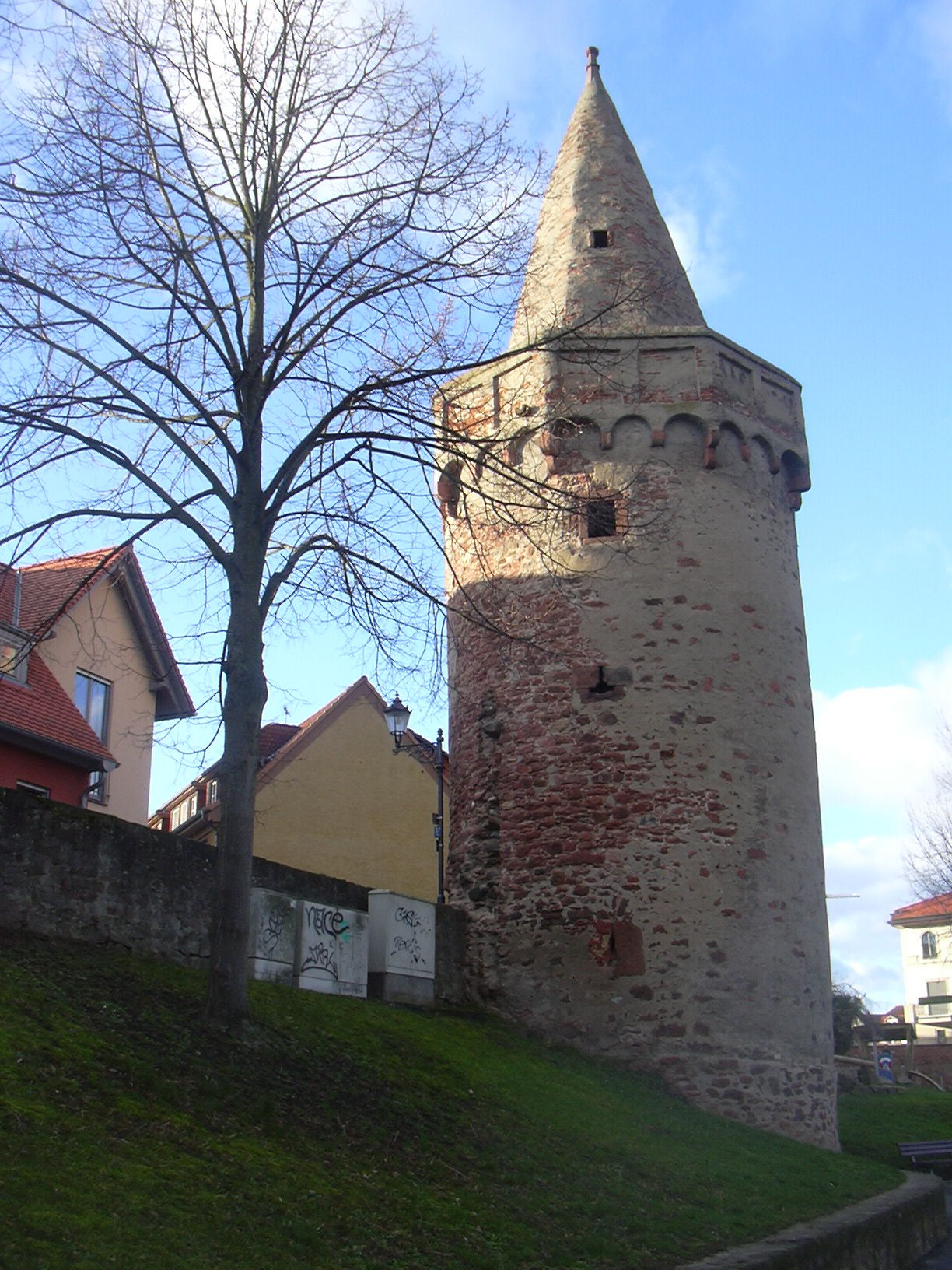
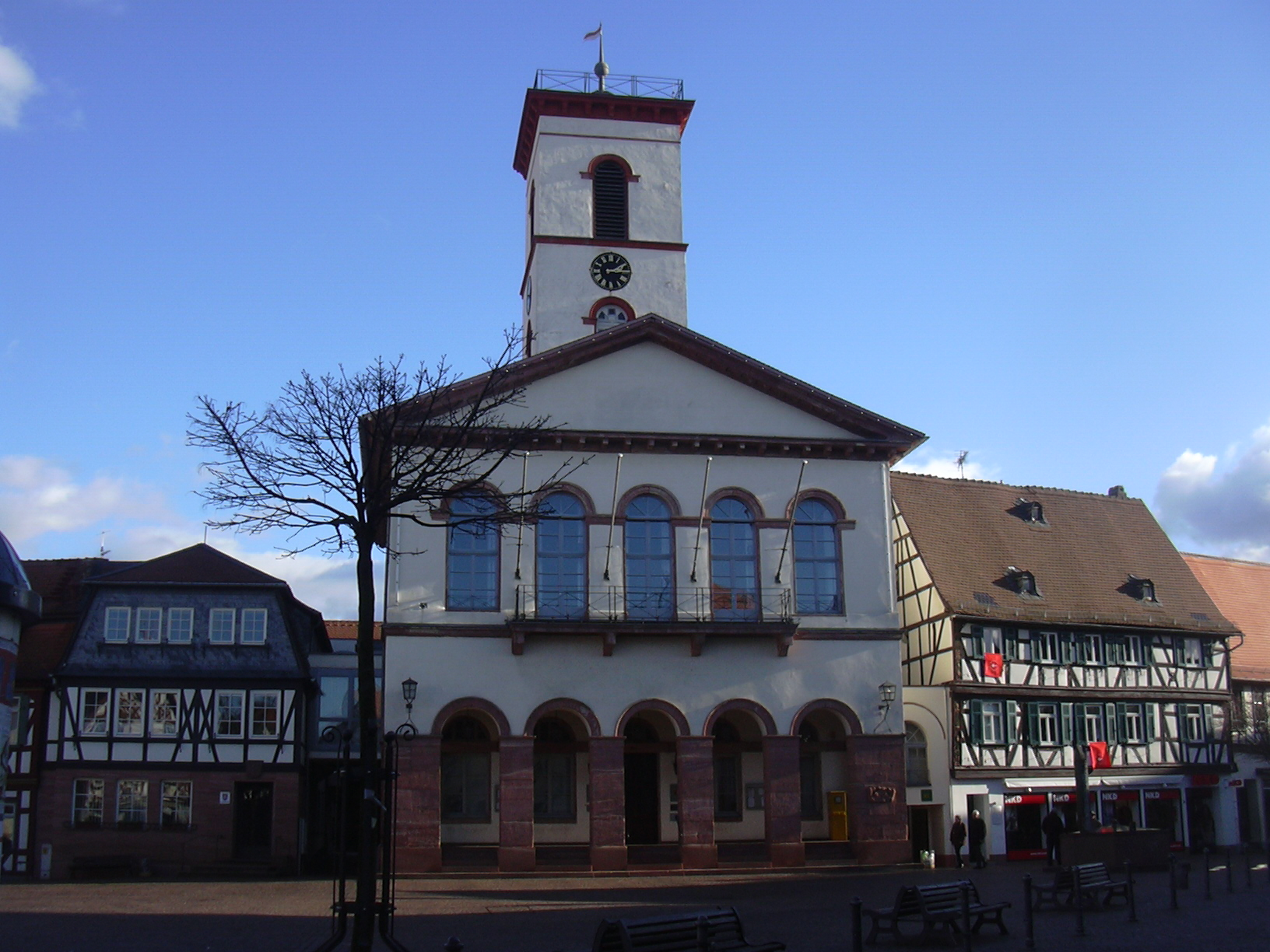
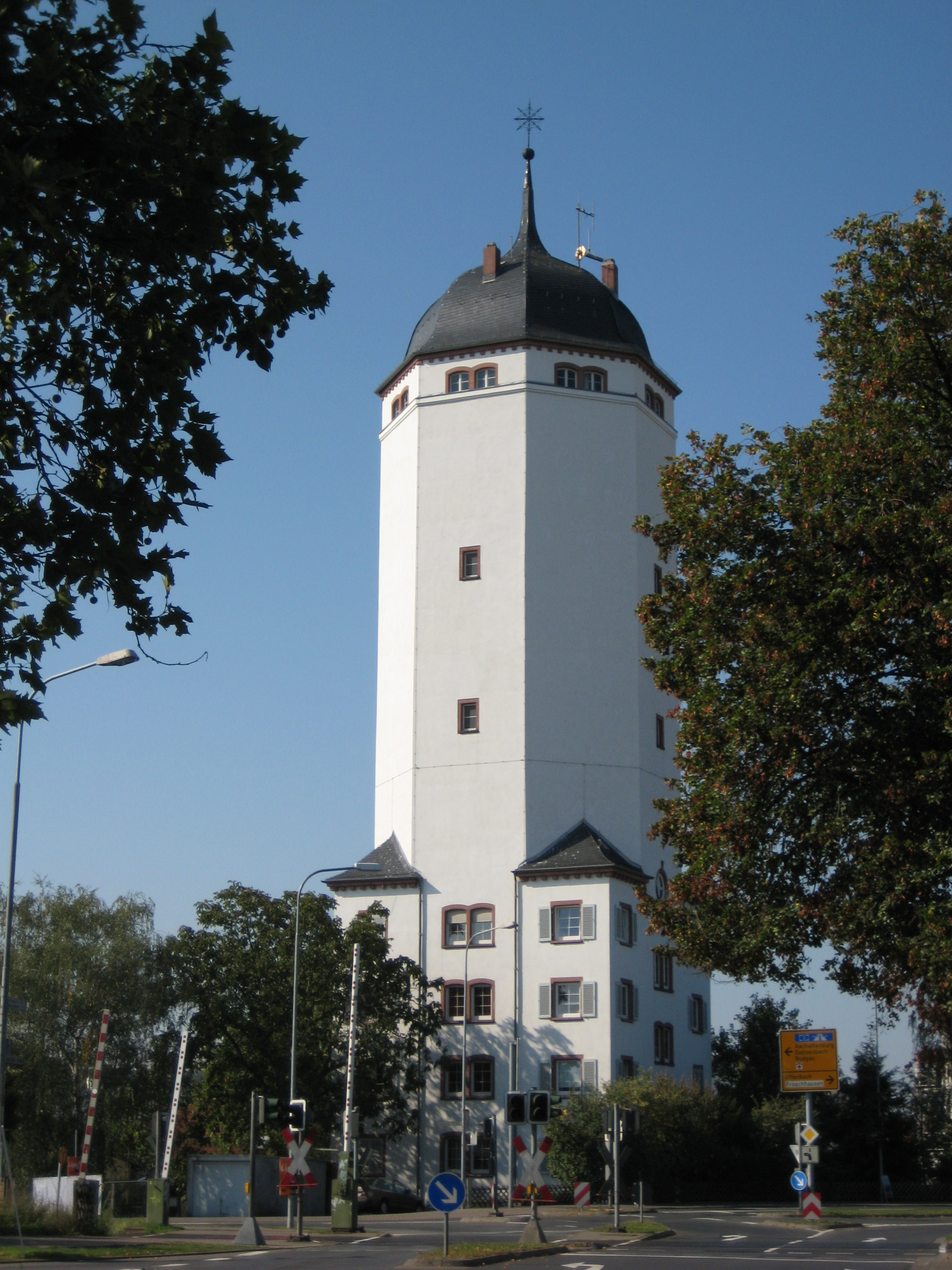
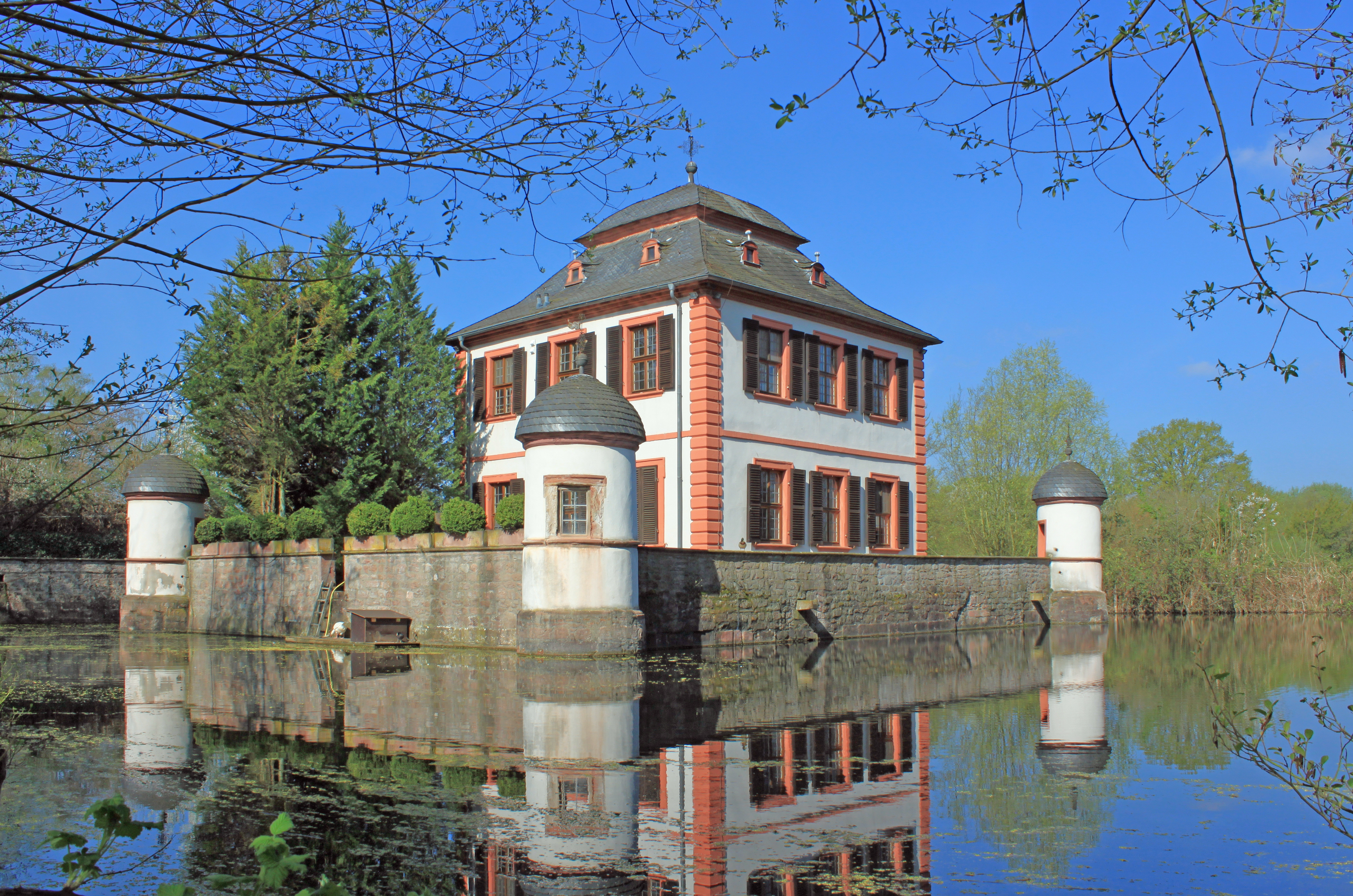